# 陶芸家
陶芸家（とうげいか）は、陶芸を生業とする者を指す。陶工とも呼ばれる。

## 日本の主な陶芸家
- 田中長次郎 ？-1589年 千利休の時代、楽焼創始、初代樂吉左衛門
- 本阿弥光悦 1558年 - 1637年
- 酒井田柿右衛門（初代） 1596年 - 1666年
- 野々村仁清 生没年不明 （17世紀）
- 後藤才次郎 1634年 - 1704年 九谷焼の陶祖
- 尾形乾山 1663年 - 1743年 尾形光琳の弟
- 沼波弄山 1718年 - 1777年 本名「五左衛門重長」、萬古焼創始
- 清水六兵衛 1738年 - 1799年 初代 清水六兵衛
- 奥田頴川（えいせん） 1753年 - 1811年
- 青木木米 1767年 - 1833年
- 鸞亭仙造（らんてい せんぞう）、生年不詳 - 1871年
- 仁阿弥道八 1782年/1783年？ - 1855年 二代高橋道八
- 永樂保全 1795年 - 1854年 十一代善五郎
- 森有節 1807年 - 1882年 本名「与五左衛門」
- 宮川香山 1842年 - 1916年
- 伊東陶山 1846年 - 1920年
- 加藤友太郎 1851年 - 1916年
- 諏訪蘇山 1852年 - 1922年
- 永樂妙全 1852年 - 1927年
- 板谷波山 1872年 - 1963年 陶芸家として初の文化勲章受章者
- 清水六和 1875年 - 1959年 五代目清水六兵衛
- 川喜田半泥子 1878年 - 1963年
- 北大路魯山人 1883年 - 1959年  書家
- 大野鈍阿 1885年 - 1951年
- 富本憲吉 1886年 - 1963年 第一回重要無形文化財保持者、文化勲章受章者
- 佐野栄山 1889年 - 1978年
- 河井寛次郎 1890年 - 1966年 重要無形文化財保持者辞退者、文化勲章辞退者
- 河村蜻山 1890年 - 1967年
- 石黒宗麿 1893年 - 1968年
- 加藤幸兵衛 1893年 - 1982年 幸兵衛窯の礎を築く。加藤卓男の父
- 加藤十右衛門 1894年 - 1974年　美濃大平の陶祖加藤景豊（加藤五郎衛門景豊）の流れをくむ。八坂窯創始者
- 濱田庄司 1894年 - 1978年 日本民藝館第2代館長 重要無形文化財保持者、文化勲章受章者
- 川瀬竹春（初代） 1894年 - 1983年
- 荒川豊蔵 1894年 - 1985年 重要無形文化財保持者、文化勲章受章者
- 中里無庵 1895年 - 1985年 十二代 中里太郎右衛門
- 三輪休和 1895年 - 1981年 萩焼・十代休雪 重要無形文化財保持者
- 金重陶陽 1896年 - 1967年 重要無形文化財保持者
- 今泉今右衛門（十二代） 1897年 - 1975年
- 楠部彌弌 1897年 - 1984年
- 中里末太郎 陽山 1897年 - 1991年
- 加藤唐九郎 1898年 - 1985年
- 藤原啓 1899年 - 1983年 重要無形文化財保持者
- 舩木道忠 1900年 - 1963年
- 加藤土師萌 1900年 - 1968年 重要無形文化財保持者
- 小山富士夫 1900年 - 1975年
- 清水六兵衛（六代） 1901年 - 1980年
- 伊勢崎陽山 1902年 - 1961年
- 澤田痴陶人 1902年 - 1977年
- 近藤悠三 1902年 - 1985年 重要無形文化財保持者
- 村田陶苑（初代）　1905年 - 2002年
- 酒井田柿右衛門（十三代） 1906年 - 1982年
- 山本陶秀 1906年 - 1994年
- 合田好道 1910年 - 2000年
- 三輪壽雪 1910年 - 2012年 十一代休雪 重要無形文化財保持者
- 金城次郎 1912年 - 2004年 重要無形文化財保持者
- 浅蔵五十吉 1913年 - 1998年
- 中村六郎 1914年 - 2004年 伝統工芸士
- 吉賀大眉 1915年 - 1991年
- 坂田泥華 (十三代)天耳庵 1915年 - 2010年 2004年に長男の慶造が早世の為15代坂田泥華を追贈し14代坂田泥珠と号す
- 加藤卓男 1917年 - 2005年 重要無形文化財保持者
- 藤本能道 1919年 - 1992年 重要無形文化財保持者
- 島岡達三 1919年 - 2007年 重要無形文化財保持者
- 月形那比古 1923年 - 2006年
- 川瀬竹春（二代） 1923年 - 2007年
- 中里太郎右衛門（十三代） 1923年 - 2009年
- 浅野陽 1923年 - 1997年 元東京芸術大学教授
- 山田常山(三代） 山田稔 1924年 - 2005年 重要無形文化財保持者
- 田原陶兵衛(十二代） 1925年 - 1991年
- 鈴木治 1926年 - 2001年 前衛陶芸家グループ走泥社設立メンバー 十四代今泉今右衛門の師
- 今泉今右衛門（十三代） 1926年 - 2001年 重要無形文化財保持者
- 清水卯一 1926年 - 2004年 重要無形文化財保持者
- 松井康成 1927年 - 2003年 重要無形文化財保持者
- 辻清明 1927年 - 2008年
- 辻協（辻清明の妻） 1930年 - 2008年（女性で初の日本陶磁協会賞受賞）
- 大樋長左衛門 1927年 -  2023年 文化勲章受章者
- 井上萬二 1929年 - 重要無形文化財保持者
- 中里重利 1930年 - 2015年
- 會田雄亮 1931年 - 2015年
- 藤原雄 1932年 - 2001年 藤原啓の息子 重要無形文化財保持者
- 松井晴山 1932年 -
- 徳田八十吉（三代） 1933年 - 2009年 重要無形文化財保持者
- 三浦小平二 1933年 - 2006年 重要無形文化財保持者
- 大和保男 1933年 -
- 三浦竹泉（五代） 1934年 -
- 酒井田柿右衛門 (十四代) 1934年 - 2013年
- 加藤孝造 1935年 - 2023年 重要無形文化財保持者
- 伊勢崎淳 1936年 - 重要無形文化財保持者
- 細川護熙 1938年 - 元首相・政治家、細川家十八代当主。辻村史朗の弟子
- 安倍安人 1938年 -
- 國吉清尚 1943年 -
- 則松金蔵 1946年 -
- 前田正博 1948年 -
- 佐伯守美 1949年 -
- 坂高麗左衛門（十二代） 1949年 - 2004年
- 樂吉左衛門（十五代） 1949年 -
- 尾形香三夫 1949年 -
- 大樋年雄 1958年 -
- 西岡小十 大正6年ー平成18年　唐津市
- 和太守卑良 1944年 - 2008年
- 沈壽官 - 島津氏によって薩摩に連れられた朝鮮人陶工の名跡（当代は15代目）
- 松元洋一 1954年 -
- 井口峰幸 1956年 -
- 長澤靖 1959年 - 挿絵画家、元中学校教員。
- 宮田佳典 1960年 -
- 宮城三成 1968年 -
- 市川透 1973年 -

## イギリスの陶芸家
- ジョサイア・ウェッジウッド　1730年 - 1795年：陶磁器メーカーのウェッジウッド・カンパニー創設者。
- バーナード・リーチ　1887年 - 1979年：1909年来日　六代・尾形乾山の弟子
- ルーシー・リー　1902年 - 1995年

## 韓国の陶芸家
- 柳海剛　高麗青磁の再現に成功。
- 池順鐸　韓国陶磁器を復興。